# Schweizer SGS 1-26
El Schweizer SGS 1-26 es un planeador estadounidense de ala media monoplaza Monotipo construido por Schweizer Aircraft de Elmira, Nueva York.
El SGS 1-26 disfrutó de una producción muy larga desde su primer vuelo en 1954 hasta 1979, cuando finalizó la misma. El 1-26 fue reemplazado en la producción por el Schweizer SGS 1-36 Sprite. El 1-26 es el planeador más numeroso que se encuentra en los Estados Unidos.
En octubre de 1963, un número especial de la revista Soaring fue dedicado al 1-26. Harner Selvidge escribió:

Mucho del encanto del vuelo sin motor radica en el campo de los planeadores de clase abierta de altas prestaciones y gran alargamiento, pero la espina dorsal del movimiento del vuelo sin motor en este país, y en cualquier otro, radica en las operaciones de los clubes locales. Son los pilotos de fin de semana los que disfrutan alrededor del aeropuerto, realizan algunos vuelos largos y participan en concursos locales. Para ese tipo de vuelo, el 1-26 es insuperable.

## Diseño y desarrollo

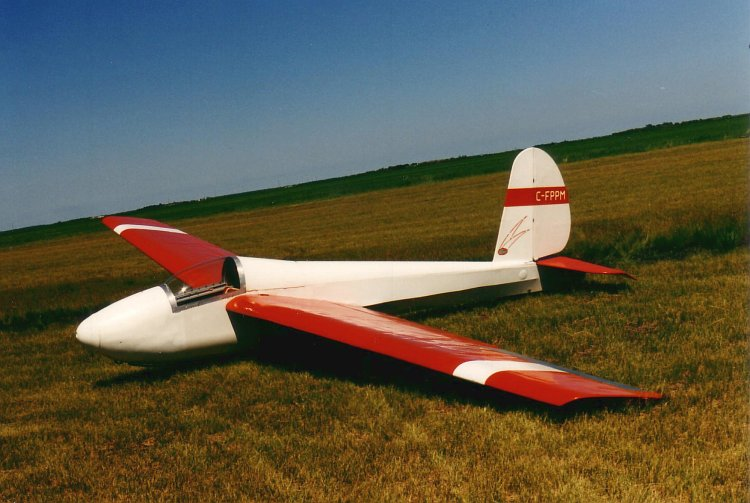
SGS 1-26B.

Schweizer Aircraft propuso originalmente la idea de un planeador de la clase Monotipo barato y simple en la Conferencia de Vuelo sin Motor de 1945.
Este concepto fue revivido en 1954. En esa época, el Schweizer SGS 1-23 era el único planeador producido en los Estados Unidos y su demanda había caído, debido a su alto precio. Al mismo tiempo, el número de personas que practicaban el vuelo sin motor había aumentado y había un mercado claro para un planeador de bajo coste.
Los objetivos de diseño del nuevo planeador incluían:
- Disponible como kit.
- Pequeño y de poco peso para facilitar el almacenamiento y la construcción.
- Diseño robusto enfocado a la protección del piloto.
- Lanzable mediante el remolcado por vehículo, cabestrante y avión.
- Prestaciones suficientes para realizar vuelos de distancia Gold (300 km).
- Capacidad de baja velocidad mínima de descenso para remontar en condiciones ligeras.

Schweizer Aircraft se dio cuenta de que la mejor manera de producir un planeador de bajo coste era con un nuevo diseño que pudiera estar disponible como kit.
El diseño de planeador en kit resultante tenía tres características principales:
- Ninguna parte crítica sería fabricada por el constructor para asegurar la fiabilidad, minimizar las plantillas y simplificar la construcción.
- Ensamblaje en seis meses, por lo que podía ser construido en un invierno.
- Un kit completo, con lo que el constructor no tendría que perder tiempo buscando sus propias piezas.

Schweizer planeó inicialmente que la producción se restringiera a los kits, con la posibilidad de una producción plena de aviones completados si se garantizaba la demanda.
La recepción inicial del nuevo modelo fue muy positiva. Se publicó un completo reportaje del avión en el número de marzo-abril de 1954 de la revista Soaring de la Sociedad del Vuelo sin Motor de América. Se recibieron pedidos suficientes para que la producción plena comenzara pronto.
El 1-26 recibió el certificado de tipo 1G10 el 14 de diciembre de 1954. El certificado de tipo está actualmente en posesión de K & L Soaring de Cayuta, Nueva York. K & L Soaring proporciona actualmente todas las partes y mantenimiento de la línea de planeadores Schweizer.

### Competición Monotipo

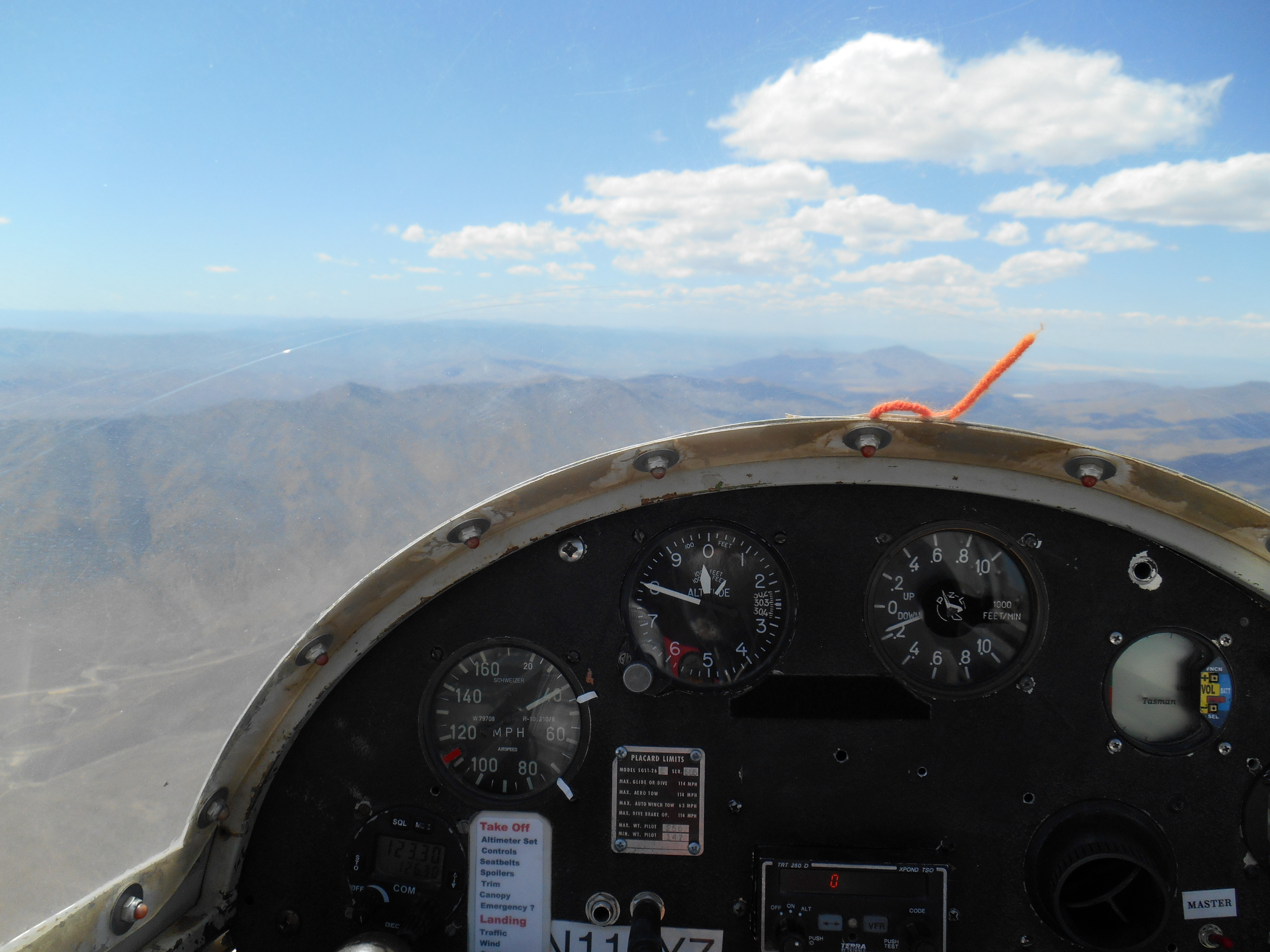
Vista desde un 1-26, volando al norte de Reno, Nevada.

Paul A Schweizer fue un defensor del concepto Monotipo y del 1-26 como avión con el que establecer una clase monotipo en los Estados Unidos. Escribió:

La verdadera medida de las capacidades y experiencia de un piloto se demuestra normalmente por su posición final en un concurso. Lo que podría ser más indicado cuando los pilotos volasen planeadores idénticos con idénticas prestaciones. Una competición monotipo es la auténtica prueba de las habilidades del vuelo sin motor.

El diseño fue un éxito como monotipo y se convirtió en el clase monotipo más popular del mundo.
El diseño del 1-26 ganó peso con la evolución de los modelos, ya que el peso cargado se incrementó de los 260,82 kg a los 317,51 kg. Las pruebas de prestaciones mostraron que hay una diferencia muy pequeña entre los modelos y que el concepto monotipo se ha mantenido a través de la vida productiva del avión.

## Historia operacional

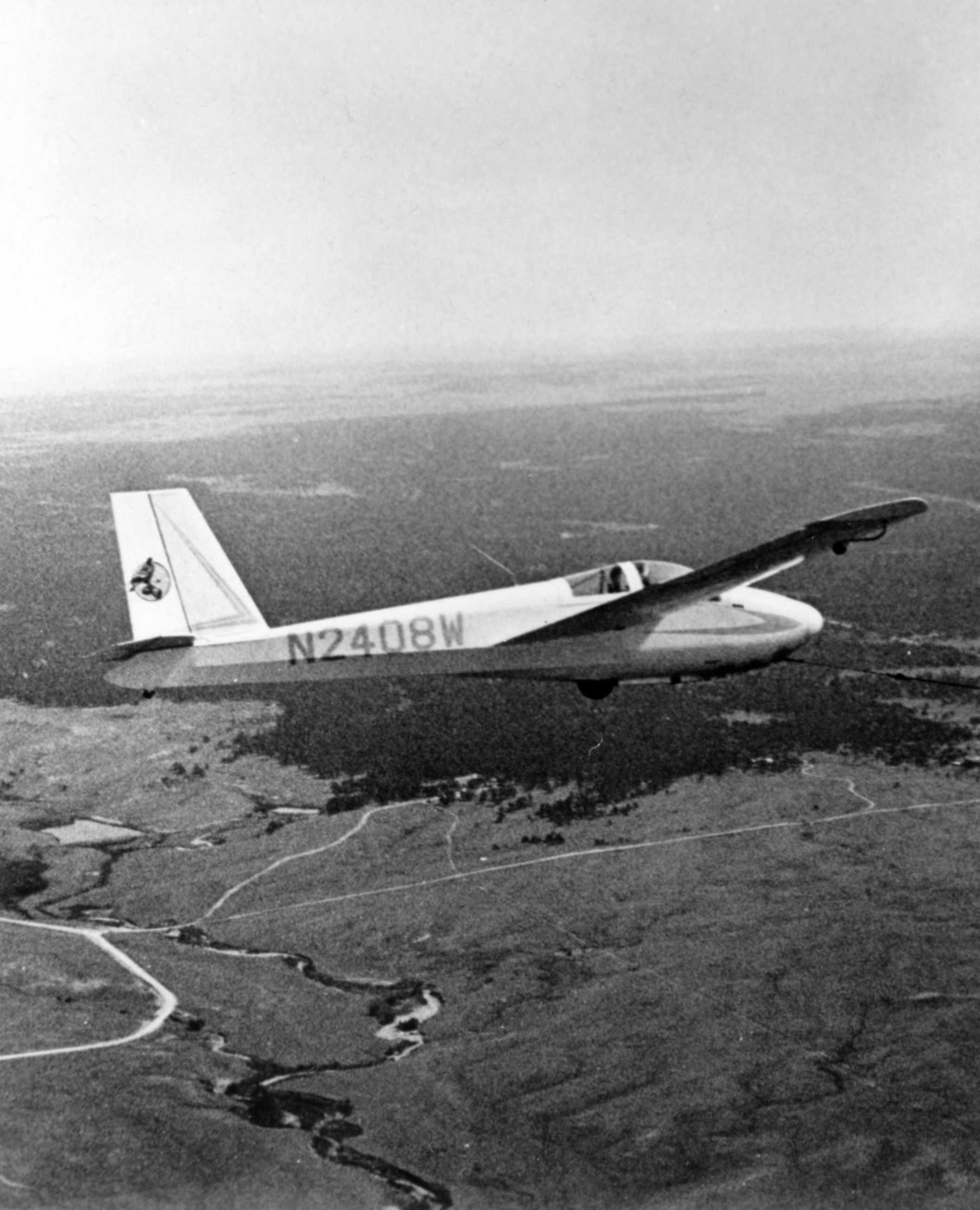
1-26B (TG-3A) de la Academia de la Fuerza Aérea de los Estados Unidos.

El 1-26 se usa en muchos clubes de vuelo sin motor en los Estados Unidos y a menudo es el primer planeador monoplaza que vuela un estudiante inmediatamente después de su primer vuelo en solitario, a menudo viniendo de un entrenador biplaza Schweizer 2-33.
En noviembre de 2017, todavía había 438 SGS 1-26 registrados en los Estados Unidos y 17 en Canadá.
El 1-26 fue usado por la Academia de la Fuerza Aérea de los Estados Unidos bajo la designación TG-3A, hasta que fue reemplazado por el TG-10D Peregrine en octubre de 2002.
Treinta 1-26 fueron suministrados a Indonesia como parte de un paquete de ayuda exterior de los Estados Unidos. Estos aparatos recibieron la designación S-2A (Sailplane, Velero) por parte de la USAF, comprador original.

### Récords y distinciones
El 1-26 ha sido visto como un avión competitivo para establecer récords y conseguir distinciones del vuelo sin motor de la FAI, dadas sus prestaciones de planeo bajo.
Rose Marie Licher estableció el récord de distancia Femenino Nacional de los Estados Unidos de 439,8 km volando en un 1-26. Jean Arnold estableció el objetivo récord de 155,14 km en un 1-26.
El piloto estadounidense Wally Scott voló una distancia de 713,74 km en un 1-26.
Entre otros pilotos estadounidenses, Tom Knauff y Bill Creary ganaron sus tres distinciones Diamond en planeadores 1-26.
En 1969, se organizó una Rifa de 1-26 por la Asociación 1-26 y fue patrocinada por Schweizer Aircraft. El concurso de siete meses realizado en los Estados Unidos y Canadá alentó a los pilotos a ganar insignias en el 1-26 para optar a los premios. Estos incluían 28 barógrafos, así como trofeos. El concurso resultó en muchas insignias, así como en tres vuelos de más de 480 km (300 millas). El canadiense Harold Eley ganó los tres Diamond en un 1-26.

## Variantes

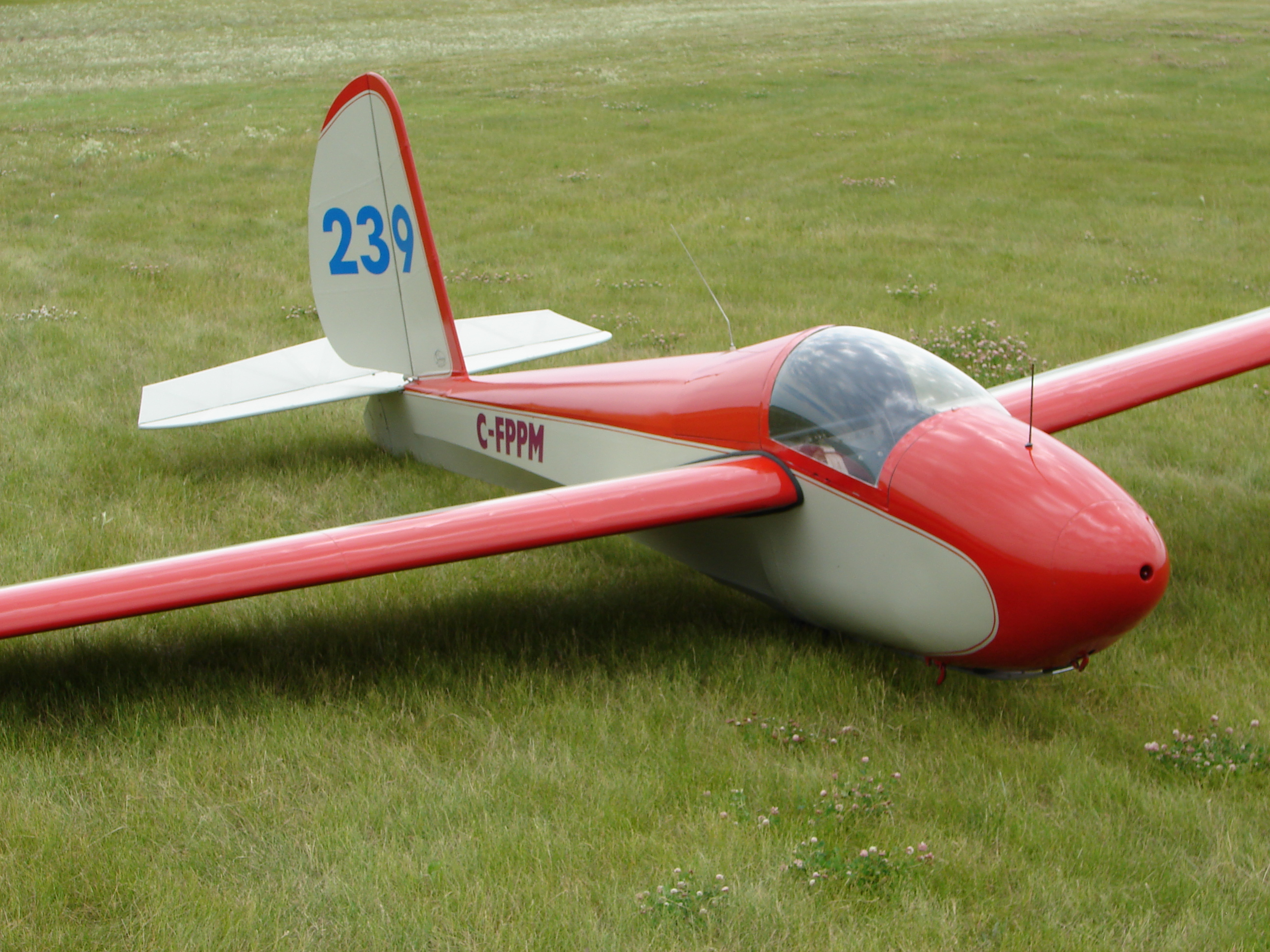
Un SGS 1-26B restaurado.

1-26
El modelo original 1-26 también fue conocido como "estándar". Presenta un fuselaje de tubo de acero soldado y alas de estructura de aluminio, todo recubierto de tela de aviación.
Peso cargado de 260,82 kg. Se completaron 22 "estándar".
1-26A
El 1-26A es un "estándar" completado por el constructor desde un kit y tenía licencia como avión certificado, en lugar de avión de construcción amateur. Se completaron 114 ejemplares.
Como el "estándar", el A también tenía un peso cargado de 260,82 kg.
1-26B
El modelo B fue introducido en 1956 como avión construido en fábrica. Mejoraba al "estándar" al introducir alas recubiertas de metal. Esto provocó un aumento del peso en vacío de 11,34 kg. El peso cargado se aumentó a 272,16 kg para compensar la pérdida de carga útil.
Comenzando en 1965, el B estaba disponible con una cola en flecha que reemplazaba la redondeada.
1-26C
El C es un modelo B de construcción desde kit. Como su homólogo de construcción en fábrica, también tenía un peso cargado de 272,16 kg.
1-26D
El 1-26D fue introducido en 1968 e incorporaba algunas mejoras evolutivas para hacer el avión más simple y fácil de construir. Incluían un nuevo morro monocasco por delante del larguero principal, frenos de picado superiores e inferiores que reemplazaban los deflectores solo superiores de los anteriores modelos, nuevos alerones y un peso cargado incrementado de 317,51 kg.
El modelo D también introducía una cubierta de una pieza y un fuselaje de perfil más bajo. La cola en flecha fue estándar en el modelo D. Se produjeron un total de 77 ejemplares.
1-26E
El modelo E fue introducido en 1971.
El 1-26E incorpora un fuselaje metálico completamente monocasco, reemplazando enteramente la construcción de tubos de acero de los modelos anteriores. También tiene un conjunto de aleta revisado con nuevos accesorios de estilo.
El E tiene un peso cargado de 317,51 kg. 213 construidos.
1-30
El Schweizer SA 1-30 usó las alas y superficies de cola del 1-26 para producir un avión a motor.
S-2A
Designación dada por la USAF a 30 aparatos cedidos a Indonesia (matrículas militares 60-6661/6690).
TG-3
Designación dada por la USAF al modelo a partir de 1962.

## Operadores
Estados Unidos
- Fuerza Aérea de los Estados Unidos

 Indonesia
- Fuerza Aérea de Indonesia

## Aviones en exhibición
- National Soaring Museum: 1-26 con número de serie 001.[9] El NSM también tiene el SGS 1-26E número de serie 700 en su colección exhibida.[16]
- US Southwest Soaring Museum: 1-26A.[17]

## Especificaciones (SGU 1-26E)

### Características generales
- Tripulación: Uno (piloto)
- Longitud: 6,6 m (21,5 ft)
- Envergadura: 12,2 m (40 ft)
- Altura: 2,2 m (7,2 ft)
- Superficie alar: 14,9 m² (160,4 ft²)
- Perfil alar: NACA 4301 2A
- Peso vacío: 202 kg (445,2 lb)
- Peso cargado: 318 kg (700,9 lb)
- Régimen de descenso: 0,88 m/s (174 pies/min)

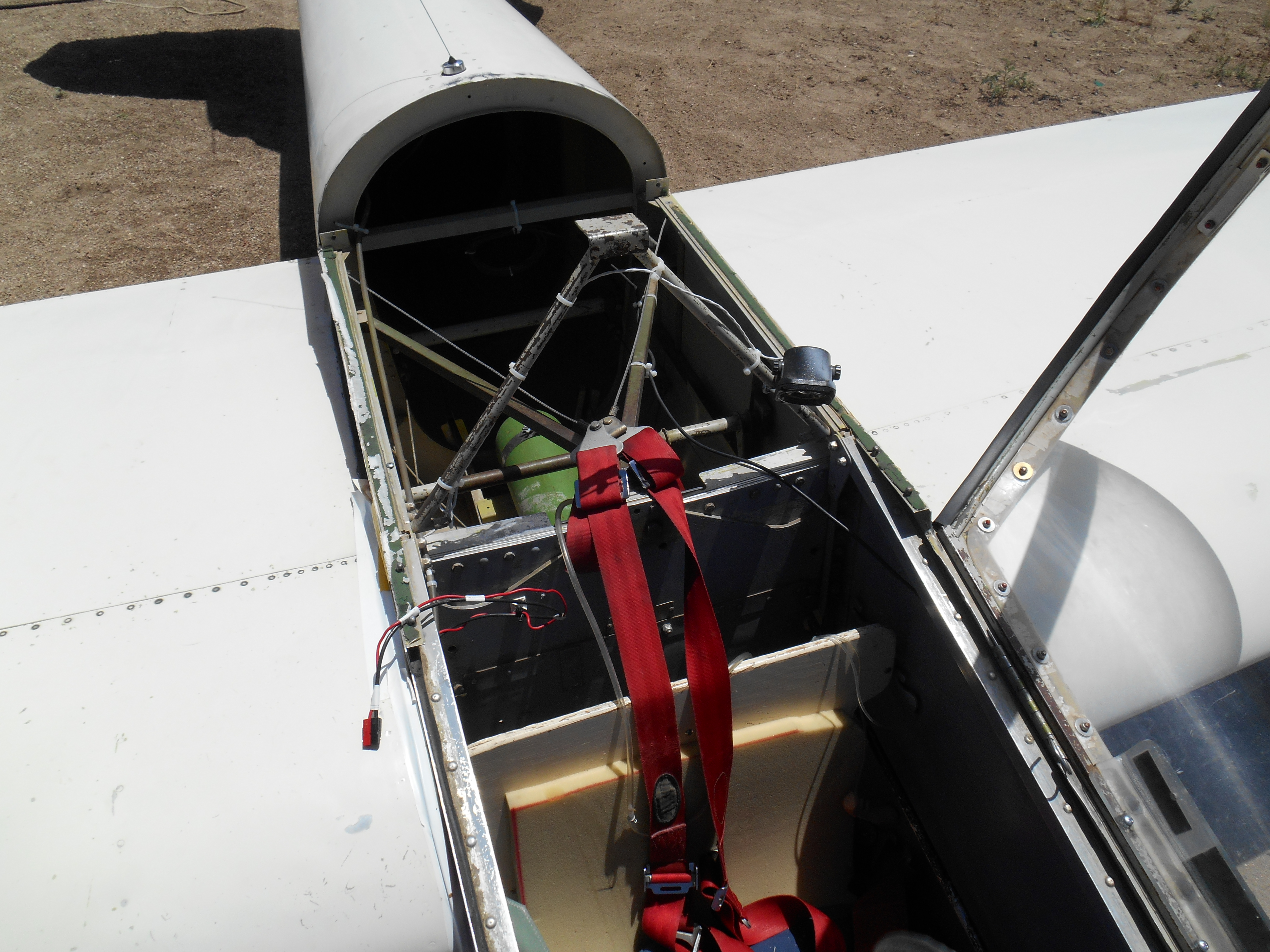
Estructura interna de un 1-26, botella de oxígeno en la parte trasera.

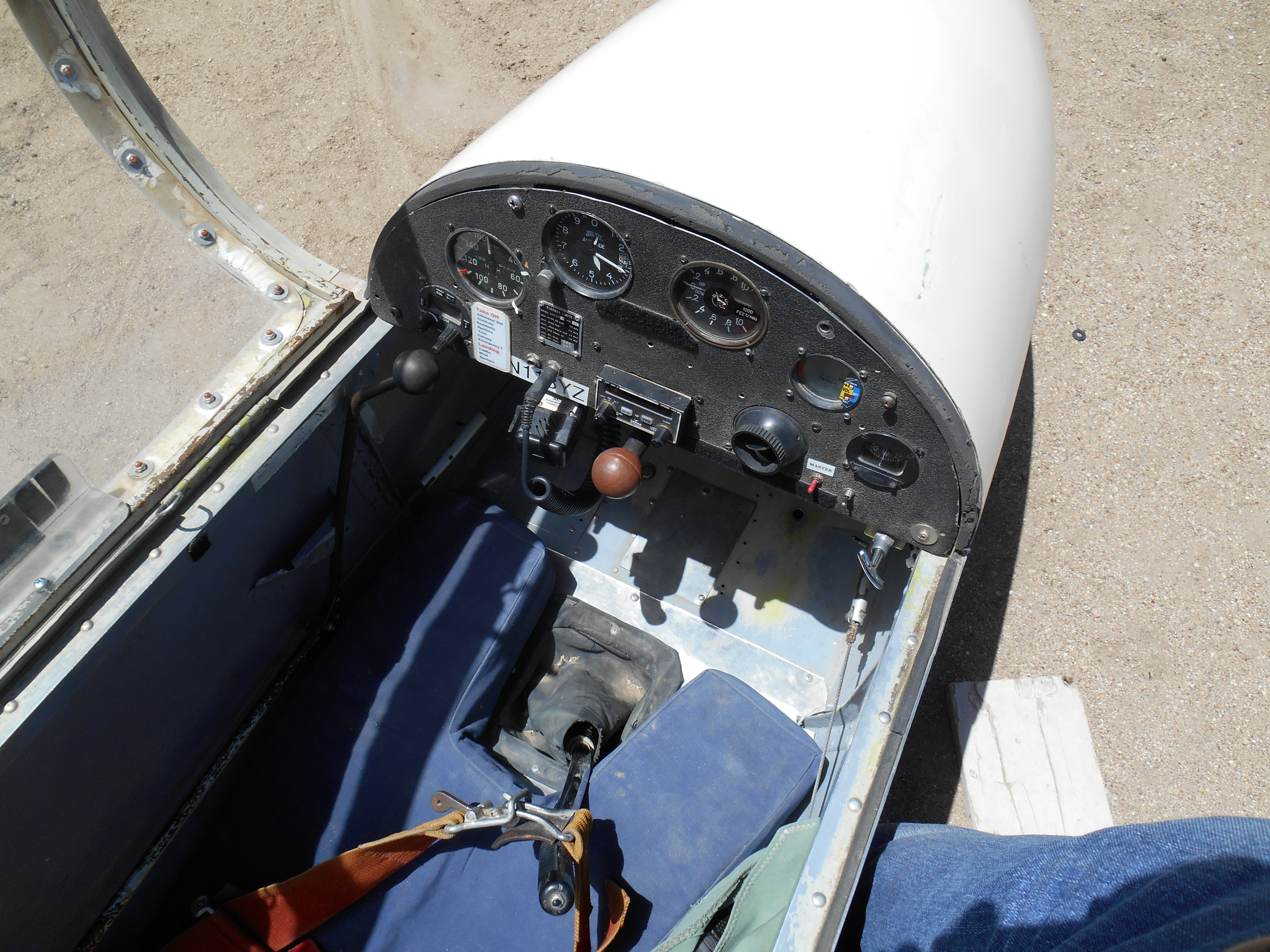
Controles e instrumentos del piloto en un 1-26 típico.

- Máximo régimen de planeo: 23 a 84 km/h
- Alargamiento: 10:1

### Rendimiento
- Velocidad máxima operativa (Vno): 182 km/h (113 MPH; 98 kt)

## Aeronaves relacionadas

### Desarrollos relacionados
- Gehrlein Precursor

### Aeronaves similares
- Haig Minibat
- Hall Cherokee II

### Secuencias de designación
- Secuencia Numérica (interna de Schweizer): ← 1-23 - 1-24 - 2-25 - 1-26 - 2-27 - 7-28 - 1-29 →
- Secuencia S-_ (Veleros de la USAF, 1960-1962): S-1 - S-2
- Secuencia TG-_ (Planeadores de Entrenamiento estadounidenses, 1962-presente): TG-1 - TG-2 - TG-3 - TG-4 - TG-5 - TG-6 →